# Tipula (Bellardina) wetmoreana
Tipula (Bellardina) wetmoreana is een tweevleugelige uit de familie langpootmuggen (Tipulidae). De soort komt voor in het Neotropisch gebied.